# Райсен (округ)
23°19′ пн. ш. 77°47′ сх. д. / 23.317° пн. ш. 77.783° сх. д.
Округ Райсен є адміністративною одиницею штату Мадх'я-Прадеш. Місто Райсен є адміністративним центром округу, а сам округ — частина дивізіону Бхопал.

## Етимологія
Округ Райсен бере свою назву від масивного форту, збудованого на піщаному пагорбі, біля підніжжя якого розташоване місто. Ця назва, можливо, пов'язана із королівською резиденцією Раджавасіні чи Раджасаян.

## Географія
Округ Райсен розташований між 22°47' і 23°33' пн.ш. та 77°21' і 78°49' сх.д. Округ Сехор лежить на заході і півдні, округ Відіша на півночі, округ Сагар на сході та південному сході, округ Нарсінгпур на південному сході, округ Хошангабад на півдні .

## Історія
Округ Райсен був утворений 5 травня 1950 . Раніше він був частиною князівства Бхопал.
Буддійські монументи в Санчі є світовою спадщиною ЮНЕСКО, і розташовані на території округу Райсен.
Кам'яні притулки Бхімбхетка, інший об'єкт світової спадщини ЮНЕСКО, також розташований в цьому окрузі .